# Rainbow Books
Rainbow Books (česky Duhové knihy) je kolekce standardů, které definují formáty kompaktních CD disků.
- Red Book
  - CD-DA – Digital Audio rozšířeno CD-Textem
- Yellow Book
  - CD-ROM – Read-Only Memory (paměť jen pro čtení)
  - CD-ROM XA
- Orange Book [1]
  - CD-MO – Magneto-optické
  - CD-R nebo také CD-WO nebo CD-WORM – Recordable (zapisovatelné), Write Once (jeden zápis) nebo Write Once, Read Many (jednou zapsat, mnohokrát číst)
  - CD-RW alias CD-E – ReWritable (přepisovatelné) or Erasable (mazatelné)
  - název oranžové knihy odkazuje na fakt, že směs "Žluté" a "Červené" je oranžová, což znamená, že CD-R a CD-RW mohou obsahovat zvuk a data, přestože ostatní barvy (ostatní standardy), které se nemíchají, mohou být také na médium zapsány
- White Book
  - VCD – Video
  - CD-Bridge - Hybridní disky, tj. CD-Ready
- Blue Book
  - E-CD – Enhanced (rozšířené)
  - CD+ – plus
  - CD+G – plus Graphics (karaoke) rozšířeno CD+EG / CD+XG
- Beige Book
  - PCD – Photo (což ale není Picture)
- Green Book [2]
  - CD-i – interactive (interaktivní)
- Purple Book
  - DDCD – Double Density (dvojitá hustota)
- Scarlet Book
  - SACD – Super Audio